# Khanato di Sibir
Il Khanato di Sibir, anche conosciuto come Khanato di Siberia (Russo:Сибирское ханство, Sibirskoe khanstvo) fu un khanato tataro medievale, sviluppatosi tra il 1438 e il 1598 in quella che è oggi la parte occidentale della Siberia russa. Il suo nome deriva dal gruppo etnico dei Sibir, una popolazione di origine turca che nel V secolo si era spostata dalle coste del Mar Caspio per trasferirsi nelle terre tra il fiume Irtyš e il fiume Ural.

## Geografia e popolazione
Il territorio del Khanato comprendeva le terre comprese tra il fiume Enisej e la catena degli Urali e si sviluppava longitudinalmente tra il Mar Glaciale Artico e le steppe meridionali, bagnate dai fiumi Irtyš e Išim. Ebbe nel corso della sua storia due capitali: nel XV secolo tale ruolo era svolto dalla città di Čingi-Tura, sita sulle rive del fiume Tura non lontano da quella che è oggi la città russa di Tjumen', alla fine del XV secolo divenne invece centro amministrativo del khanato la città di Qashiliq (o İsker), posta nei pressi del corso del fiume Irtyš, pochi chilometri a sud-est dell'odierna Tobol'sk.
Il Khanato era abitato da una variegata composizione etnica. Nel suo territorio si trovavano infatti gruppi di Tatari Siberiani, Ostiachi, Mansi, Nenec e Selcupi.

## Storia
La storia del Khanato ha inizio con la conquista della Siberia da parte delle tribù turcomanne kirghise, guidate dal Khan Inal, le quali si stanziarono nella parte orientale di quello che sarebbe stato il Khanato e sottomisero il territorio conquistato all'egida dell'impero mongolo. La Siberia passò quindi al regno Coci, il più giovane tra gli ufficiali al seguito di Gengis Khan, e successivamente all'Orda d'Oro.

### L'indipendenza
Shibani Khan, fratello di Batu Khan, fu il primo negli anni 40 del XIII secolo a controllare tale territorio all'interno dell'Orda d'Oro. In questo settore dell'Orda il potere verrà tramandato di padre in figlio fino a che, dopo lo scioglimento dell'Orda stessa, i discendenti del Khan On (altro luogotenente di Gengis Khan) e dello stesso Shibani si trovarono alla guida di un Khanato indipendente.
Il primo khan di Sibir fu Tayguba, a cui successe il figlio Hoca e il nipote Mar Han il quale sposò la sorella del capo di una piccola tribù tatara connessa al Khanato di Kazan', Opak. Quest'ultimo uccise il Khan e ne imprigionò il figlio, diventando padrone della Siberia. Memore di quanto avvenuto il nipote di Mar Han, Muhammed, una volta salito al trono spostò la capitale a Isker, luogo protetto dalle anse del fiume Irtyš. Il figlio di quest'ultimo, Yadigar, diventò Khan poco prima che la Moscovia si apprestasse ad invadere il Khanato di Kazan'.

### I rapporti con Mosca
La caduta nel 1552 della città fortificata di Kazan', capitale dell'omonimo Khanato e considerata la più forte roccaforte tatara, per mano delle truppe russe provocò un enorme effetto in Siberia. Impaurito dall'improvviso mutare dei rapporti di forza nella regione Yadigar inviò nel 1555 degli emissari a Mosca, domandando protezione alla nuova potenza egemone al fine di prevenire lo scontro con la stessa, che in quelle circostanze sembrava inevitabile. Il Khan aveva bisogno di tranquillità sulle frontiere occidentali, e si era quindi sottomesso alla Russia, anche perché il suo regno era fortemente indebolito da nemici interni, costituiti dalle tribù turche, kazake e kirghise che periodicamente invadevano le steppe meridionali ritirandosi dopo aver fatto bottino. Da quel momento e per alcuni anni fiorirono ottimi rapporti tra il Khanato e Ivan IV di Russia, tanto che messaggeri venivano spesso inviati oltre frontiera da ambo le parti.
Intanto, nel 1557, Yadigar dovette iniziare una lotta interna al Khanato per difendere il proprio potere dalla minaccia dei Khan della steppa, alcuni dei quali, come Küçüm, vantavano discendenza da Shayban.

### La crisi con la Russia
Uscito vincitore dalla disputa, Küçüm si impose come Khan nel 1563. Il suo regno fu artefice di grandi riforme, prima fra tutte quella religiosa. I Tatari della Siberia erano stati infatti fino a quel periodo seguaci dello sciamanesimo, così come lo furono i loro antenati fino alla notte dei tempi. Küçüm, facendo conto anche sui vantaggi politici che tale cambiamento avrebbe potuto portare, chiese al Khan di Bokara, Abdullah, di inviare a Isker dei religiosi musulmani, in modo tale da poter convertire la popolazione della capitale all'Islam. Anche se alcuni Tatari (soprattutto quelli che vivevano vicino al basso corso dell'Irtyš, al fiume Ob' e alle montagne dell'Altaj) mantennero la religione sciamanica, la popolazione della città di Isker e delle sue vicinanze si convertì in massa. La nuova religione permise l'apertura di scuole e un generale innalzamento della scolarizzazione.
Gli intenti riformisti di Küçüm, che nella sua ottica avrebbero dovuto contribuire a una più ampia civilizzazione della zona, furono frenati dalla crisi dei rapporti tra il Khanato e la Russia, crisi dovuta sia alla perdita da parte di Mosca di un valido interlocutore quale Yadigar sia alle mire espansionistiche del Regno russo.

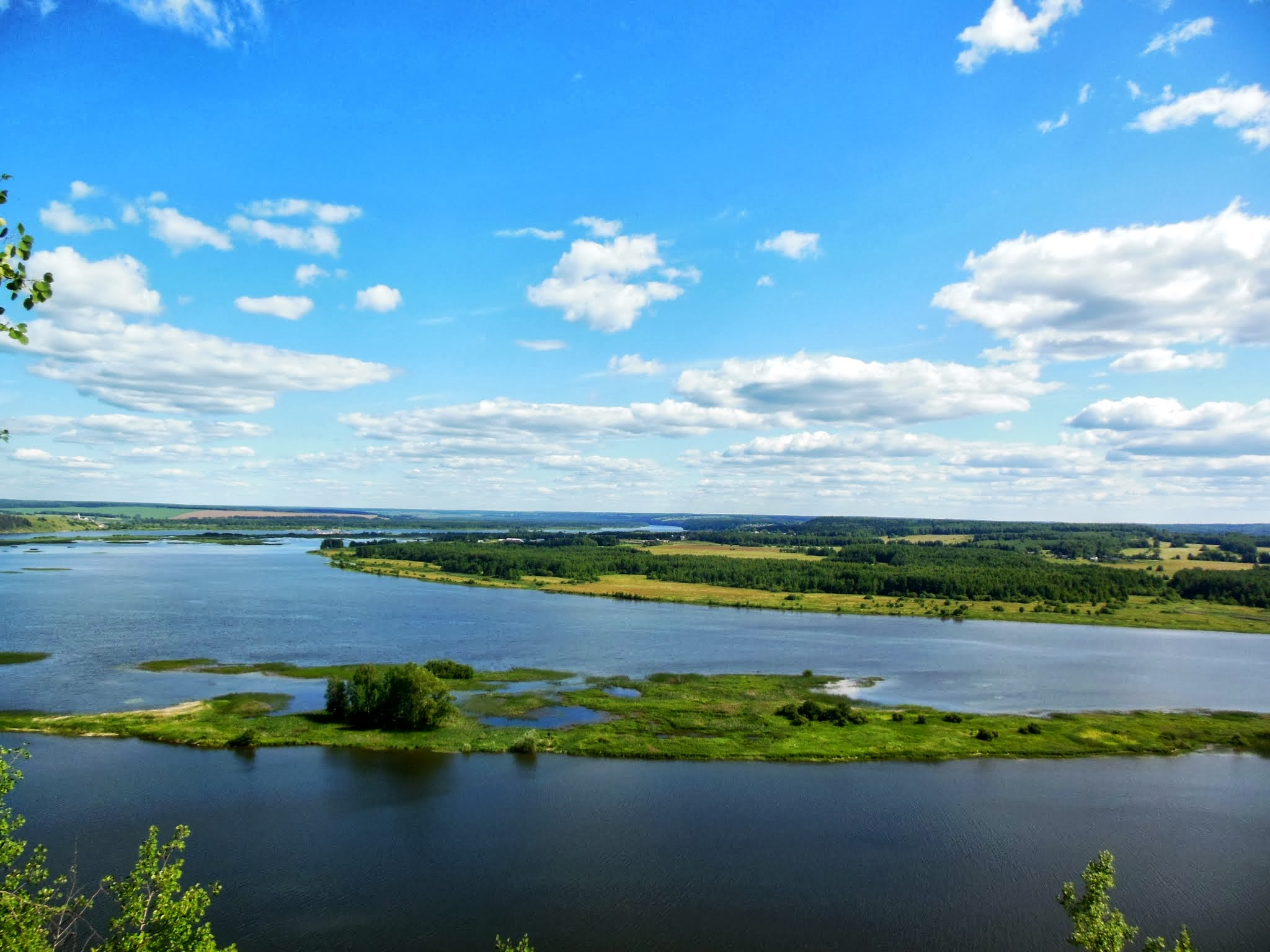
Il fiume Čusovaja, luogo del primo scontro tra Russia e Khanato.

### Gli Stroganov
Teste di ponte dell'invasione russa furono le conquiste della famiglia Stroganov nell'area di confine con il Khanato. Gli Stroganov erano una potente famiglia di antica origine tatara: convertita al Cristianesimo aveva svolto un ruolo importante nella liberazione del Principe di Mosca Basilio II imprigionato dal Khanato di Kazan' nel 1445 dopo la battaglia di Sudzal'. L'importanza di questa famiglia crebbe nel corso del tempo fino a che due fratelli della stessa, incoraggiati da Mosca, conquistarono la regione tra il fiume Çusojava e i monti Urali e lì iniziarono a costruire sistemi di difesa e roccaforti.
Nel 1573 Küçüm, intuendo il pericolo che tali preparativi rappresentavano per il proprio regno e reagendo altresì alla provocazione, inviò contro i possedimenti della famiglia Stroganov delle truppe guidate dal fratello Muhammed. Gli Stroganov respinsero l'attacco e continuarono nella loro opera di fortificazione. Venuto a sapere dell'esito positivo della battaglia Ivan il Terribile affidò loro la costruzione di città fortificate sui fiumi Tahçi e Tagil, ordinando inoltre la formazione di unità di combattimento mercenarie tra le popolazioni native del posto, così come tra i Cosacchi. Al loro formarsi ordinò ai fratelli Stroganov di muovere guerra al Khanato, dando inizio alla colonizzazione russa della Siberia.

### La prima conquista della Siberia
Il corpo di spedizione russo aveva tra i Cosacchi il nerbo principale. Gli uomini di questa etnia che si trovavano inquadrati nell'esercito degli Stroganov provenivano da tribù stanziate nel basso corso del Don, solite al proprio sostentamento tramite la rapina alle carovane di passaggio e la razzia alle terre vicine ai loro accampamenti. Sconfitti e dispersi alla metà del XVI secolo alcune centinaia tra loro vagarono per le steppe russe fino ad arrivare alla regione del Kuma, dove appunto si era stanziata l'avanguardia russa alla conquista del Khanato di Sibir. Alla loro guida si trovava Ermak, colui che successivamente sarà noto con l'appellativo di "conquistatore della Siberia".
Le truppe di Jermak iniziarono ad effettuare incursioni nel Khanato, attraversando gli Urali e giungendo fino alle città principali, costeggiando i fiumi della Siberia. Armati di fucili, 5000 uomini sotto la guida del capo Cosacco, razziarono il khanato nel 1578, 1579 e 1580. In quest'ultima occasione si spinse fino a Čingi-Tura, l'antica capitale, e lì, sorpreso dall'inverno, decise di svernare con le sue truppe. Il Khan Küçüm decise allora di approfittare dell'occasione per sferrare un attacco alle truppe nemiche, lontane dalle impenetrabili fortificazioni del Kuma.
Lo scontro avvenne nella tarda primavera del 1581, presso il villaggio di Baba Hasar e durò 5 giorni durante i quali l'esercito del Khanato, in netto soprannumero ma mal armato, fu sconfitto da Jermak. Küçüm tentò ancora due volte di sbarrare il passo verso la capitale ai Cosacchi, che nel frattempo non contavano più che 550 unità, ma i suoi sforzi risultarono vani: nonostante i Tatari siberiani si fossero nel frattempo dotati di due pezzi di artiglieria, il fatto di non aver personale competente al loro uso, fecero diventare inutile e controproducente il loro utilizzo. Tribù di Ostiachi cercarono di combattere i guerrieri Cosacchi ma l'assoluta assenza di coordinamento con quel che rimaneva dell'esercito del Khanato rese vana la loro collaborazione e li costrinse al ritiro nelle loro terre di origine. Küçüm fuggì dalla capitale nella notte del 25 ottobre 1581, il giorno dopo i Cosacchi entrarono a Isker senza incontrare resistenza.
Capendo che la sua posizione era in bilico a causa dell'esiguità del numero degli uomini di cui poteva disporre, Jermak si affrettò ad inviare un'ambasciata a Ivan il Terribile chiedendo il perdono per i crimini commessi come capo dei Cosacchi nelle pianure del Don e la possibilità di amministrare per conto dello zar la regione. Ivan acconsentì e ordinò che tutte le campane di Mosca suonassero a festa per l'annessione del nuovo khanato.

### La resistenza tatara e l'indipendenza dalla Russia
Le truppe di Jermak, seppure mai sconfitte, non erano tuttavia in grado di controllare alcun territorio al di fuori delle vicinanze di Isker. Le tribù tatare partigiane del deposto sovrano iniziarono a raccogliersi attorno alla figura del fratello di questi, Muhammed Kul, il quale iniziò una sanguinosa guerriglia contro le truppe di occupazione, rifiutandosi di scontrarsi in campo aperto ma facendo continue incursioni nelle città controllate dai Cosacchi. Tale situazione continuò fino a che un Tataro desideroso di entrare nelle grazie di Jermak non rivelò il luogo dove Muhammed Kul era nascosto, permettendo la sua cattura e infliggendo un forte colpo alla resistenza.
Dopo tale evento infatti il Khan Küçüm fu abbandonato da molte tribù tatare, che appoggiarono invece Bekbulat, nipote di Yadigar. Le due fazioni iniziarono una cruenta lotta fra di loro, permettendo ai Cosacchi di mantenere le proprie posizioni fino all'arrivo dei rinforzi russi che arrivarono nel novembre 1583.
Nonostante i nuovi soldati la situazione divenne improvvisamente critica a causa di un forte attacco sferrato dalle truppe dell'autoproclamatosi Khan di Sibir Bekbulat alla città di Isker e respinto con grande fatica dalle truppe russe. Nel marzo del 1584 la guerra causò inoltre carestia nella capitale e il diffondersi di epidemie tra i soldati del contingente. Nell'agosto di quello stesso anno inoltre Jermak e alcuni Cosacchi, nell'effettuare una sortita fuori dalle mura della capitale, furono uccisi nel sonno dai partigiani di Küçüm, la cui figura, grazie al consumarsi della propria vendetta, riacquistò prestigio.
Venuto a conoscenza dell'accadimento Gluhov, governatore di Sibir nominato dallo zar, non ritenne più opportuno occupare la città di Isker, trovandosi con un contingente di 150 uomini tra Russi e Cosacchi. Il 15 agosto 1584 decise quindi il ritiro dal Khanato. La capitale fu rioccupata poche ore dopo dalle truppe di Bekbulat, guidate dal figlio Seyyid Ak.

### La fine del Khanato
Nel frattempo un contingente formato da cento uomini stava giungendo da nord e, attaccata battaglia sull'alto corso del fiume Irtyš, sconfiggeva e sottometteva le tribù degli Ostiachi, non riuscendo tuttavia a riconquistare il Khanato. Saputo che Isker era stata abbandonata dai russi, lo zar si affrettò a formare un nutrito contingente per riconquistare la regione e, per far questo, decise di seguire una tattica differente. I soldati russi, avanzati fino al fiume Tura senza incontrare la minima resistenza, fondarono, nei pressi dell'antica capitale Čingi-Tura, la città fortificata di Tjumen', destinata a diventare un caposaldo dell'impero russo nel cuore del territorio nemico. Nel 1587 un nuovo nutrito gruppo di soldati raggiunse la nuova città. Da qui iniziò la conquista definitiva della regione, che si protrarrà fino al 1598 a causa della guerriglia tatara guidata dall'ormai anziano Khan Küçüm. Costretti in quell'anno ad accettare battaglia in campo aperto presso il fiume Ob' le truppe del Khanato furono sconfitte definitivamente.